# The Blessed Curse
The Blessed Curse è il diciassettesimo album in studio del gruppo epic metal Manilla Road. È un doppio album.

## Tracce
Disco 1 - The Blessed Curse
1. The Blessed Curse – 4:47
2. Truth in the Ash – 3:17
3. Tomes of Clay – 8:12
4. The Dead Still Speak – 3:33
5. Falling – 4:43
6. Kings of Invention – 3:18
7. Reign of Dreams – 4:37
8. Luxifera's Light – 4:46
9. Sword of Hate – 3:59
10. Muses Kiss – 6:43

Disco 2 - After the Muse
1. After the Muse – 5:27
2. Life Goes On – 8:27
3. All Hallows Eve 1981 (Live rehearsal 1981) – 10:42
4. In Search of the Lost Chord – 3:50
5. Reach – 7:05
6. All Hallows Eve (2014 studio recording) – 15:05

## Formazione
- Andreas Neuderth - batteria
- Harvey Patrick - voce
- Mark Shelton - voce, chitarra, pianoforte
- Josh Castillo - basso